# Lathyrus biflorus
Lathyrus biflorus är en ärtväxtart som beskrevs av T.W.Nelson och J.P.Nelson. Lathyrus biflorus ingår i släktet vialer, och familjen ärtväxter. Inga underarter finns listade i Catalogue of Life.